# Зазиждане
Зазиждането е вид на смъртно наказание, при което жертвата зад или след нея се изгражда нова стена, а мястото на изтърпяване на наказанието е заобиколено с масивни стени от всички страни. Жертвата умира от глад или обезводняване (дехидратация) и изтощение.
Зазиждането трябва да се отличава от погребване на жив, когато жертвата умира от задушаване.
Зазиждането е известно от легендите, фолклора и литература. Често този вид наказание се сочи във финландските саги за момиче, което е било обвинено несправедливо в държавна измяна.
На Балканите е разпространено схващането, че здравината на мост или крепост е вековна ако в нея е зазидан жив човек (обикновено от фолклора девойка или булка на някой от строителите-майстори). 